# Charte de Dubrovnik

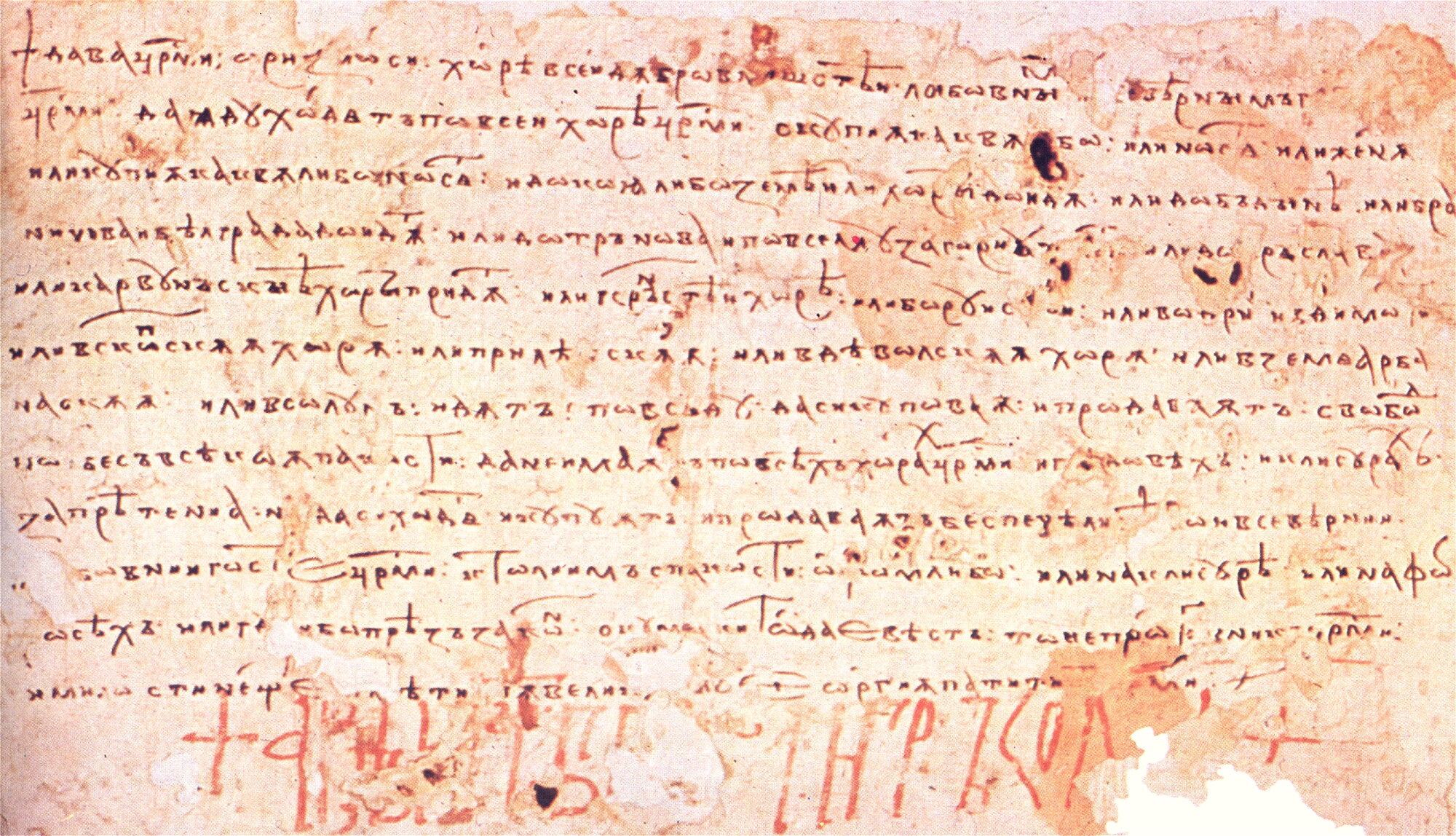
La charte de Dubrovnik

La charte de Dubrovnik, la charte de Raguse ou le orizmo de Raguse est un document de 1230, avec lequel le tsar bulgare Ivan Asen II a donné aux marchands de Dubrovnik le droit de commercer librement dans le deuxième État bulgare.
La charte contient des données sur l'expansion territoriale du deuxième État bulgare après la bataille de Klokotnica, ainsi que des données précieuses sur l'état de la langue bulgare au XIIIe siècle. Il est conservé dans le département des manuscrits de la bibliothèque de l'Académie des sciences de Russie à Saint-Pétersbourg.